# Edward Lekganyane
Edward Engenas Lekganyane, ursprungligen kallad Talane Reuben (o. 1923 - 21 oktober 1967) var en afrikansk kyrkoledare och grundare av ZCC (Star), den största av sionistkyrkorna i Sydafrika.
Edward var son till Engenas Lekganyane, grundare av Zion Christian Church (ZCC). Vid dennes död 1948 utmanade Edward sin yngre broder Joseph Lekganyane om ledarskapet för ZCC och kyrkan sprängdes i två delar, där de som följde Edward behöll dess ursprungliga namn. För att skilja denna kyrka från Josephs St Engenas Zion Christian Church har man lagt till namnet Star, efter den silverstjärna med bokstäverna ZCC som är kyrkans emblem.
1963-66 genomgick Lekganyane en bibelskola i Turfloop, Limpopo-provinsen; Stofberg Theological School, driven av den Nederländska reformerta kyrkan. Under sin studietid fick han en förändrad syn på många teologiska frågor och planerade att reformera kyrkan, i enlighet med kristen klassisk tro. En plötslig hjärtattack i hemmet kom dock att ända såväl dessa reformplaner som Lekganyanes liv.
ZCC (Star) praktiserar polygami och Edward Lekganyane hade minst 24 fruar. Edwards äldste son, Barnabas Lekganyane (vars mor han äktade 1950), efterträdde honom som ledare för kyrkan 1967.